# Hôtel de Clapiers-Cabris
Le nouvel hôtel de Clapiers-Cabris, est un hôtel particulier du XVIIIe siècle situé 2 rue Mirabeau à Grasse. Inscrit monument historique en 1962, il abrite de nos jours le Musée d’art et d’histoire de Provence. Ce bâtiment est différent de l'ancien hôtel de Cabris, dans la même ville.

## Historique
Le bâtiment est construit entre 1772 et 1774 par l'architecte Jean Orello pour Jean-Paul de Clapiers, marquis de Cabris, qui épousa en 1769 Louise Riquetti de Mirabeau (1752-1807), sœur du révolutionnaire Mirabeau.
Tombé à l’abandon vers 1776, la famille de Clapiers doit l'abandonner à la Révolution  pour fuir en Italie et une bibliothèque nationale révolutionnaire est alors installée dans la demeure. En 1813, leur fille, Pauline de Navailles est obligée, en raison des dettes de ses parents, de vendre l'hôtel aux frères Bruery, parfumeurs qui y installent leur fabrique, ce qui dégrade le bâtiment. Leurs héritiers n'y habiteront pas mais se serviront des lieux pour y stocker leur parfumerie.
De la fin du XIXe siècle au début du XXe siècle l’hôtel devient un immeuble d’habitation et subit des remaniements multiples.
Il est loué en 1919 puis acheté en 1925 par François Carnot, fils de l'ancien président de la République Sadi Carnot, qui tente de remplacer ce qui a été détruit et vendu lors des siècle précédents. Il lance une souscription publique et y crée en 1921 le Musée Fragonard.
Le bâtiment est acheté en 1952 par la ville de Grasse qui y installe en 1977 le Musée d'Art et d'Histoire de Provence.
Par arrêté du 13 juin 1962 l'hôtel est inscrit Monument historique.